# Gabriel de Mélitène
Gabriel de Mélitène ou Gabriel de Malatya (en arménien Ghavril Malatyatsi), né en 1055, mort en 1103, fut un gouverneur arménien de la région de Mélitène, devenue à l'époque contemporaine la ville de Malatya. Il était de religion orthodoxe et non apostolique arménienne.

## Biographie
Ancien lieutenant de Philaretos Brakhamios, il gouverne la ville de Malatya après la chute de ce dernier, survenue en 1085, avec l'accord de Buzan, émir d'Édesse. Mais, des différentes places fortes de la Cilicie arménienne, Malatya était la plus avancée dans le territoire kurdo-turc, et Gabriel dut repousser plusieurs attaques et sièges. Plus que la force, la diplomatie lui permit de se maintenir face aux incursions turques. Bien que théoriquement vassal de Byzance, il fit envoyer sa femme à Bagdad pour se faire confirmer par le calife et par le sultan seldjoukide. Plus tard, il fit appel à la médiation de l'émir de Sivas, Gumuchtékin ibn Danichmend, pour se débarrasser des Turcomans.
En 1097, Kılıç Arslan Ier, sultan seldjoukide, assiégea la ville, mais l'arrivée des Croisés l'obligea à lever le siège et à quitter la région. Il maria sa fille à Baudouin du Bourg, comte d'Édesse, pour bénéficier de son aide. Mais la pression des Turcs se faisait de plus en plus forte, et Malatya fut prise en 1103 par les Danichmendides. Il fut exécuté par les soldats du sultan.

## Mariage et enfants
Le nom de sa femme est inconnu. L'identité et le nombre de ses enfants est incertain : 
- une fille, mariée à Thoros († 1098)[5] ;
- Morfia, mariée en 1101 à Baudouin du Bourg († 1131), comte d'Édesse, et futur roi de Jérusalem ;
- peut-être une fille mariée vers 1100-1103 à Léon Ier († 1140), prince des Montagnes[6].